# БлинКом
БлинКом — санкт-петербургский конвент, ежегодный фестиваль ролевых игр. Проводится в течение двух дней в середине декабря (обычно во вторые выходные месяца). Первый «БлинКом» состоялся в 2000-м году, как альтернатива достаточно далёкому от Санкт-Петербурга Зиланткону.
16-17 декабря 2006 года в ДК «Гавань» состоялся БлинКом VII, на котором был проведен круглый стол «Задачи и перспективы развития ролевых игр» (с участием Святослава Логинова и основатель «Зиланткона» Андрея Ермолаева), многочисленные семинары и презентации игр.
8-9 декабря 2007 года в том же ДК состоялся восьмой БлинКом, на котором было около 850 участников. Литературные мастер-классы давали писатели Елена Первушина, Александр Сидорович и Татьяна Луговская.
13-14 декабря 2008 года состоялся БлинКом IX в ДК «Невский». По оценке журналистов, в конвенте приняло участие чуть менее чем 400 человек, вместо обычных 600—800. Особенностью данного конвента было обилие игр в сеттингах альтернативной истории, а также экономических игр.
Десятый БлинКом проходил 12-13 декабря 2009 года в клубе «Арктика». Заявки подавали около тысячи участников. В процессе конвента происходили встречи с писателями-фантастами Верой Камшой, Еленой Хаецкой и Святославом Логиновым. На проходившей ярмарке можно было купить как настольные игры, так и мечи, луки, платья и украшения

## Постоянные мероприятия
- Спектакли и театрализованные презентации ролевых игр
- Показы ролевых костюмов
- РИ-блок: доклады, семинары, заявки, представление игр
- Ролевой турнир
- Муз-блок: концерты, театральные постановки
- Литературная секция
- Фотовыставка
- Выставка рисунков
- Кинофестиваль БлинФильм
- Балы, маскарады, дискотеки
- Мастер-классы
- Секция толкинистики
- Кабинетные игры и тренинги.